# Dioscorea ovata
Dioscorea ovata är en enhjärtbladig växtart som beskrevs av Vell. Dioscorea ovata ingår i släktet Dioscorea och familjen Dioscoreaceae. Inga underarter finns listade i Catalogue of Life.